# 下志津原
下志津原（しもしづはら）は、千葉県佐倉市の大字。郵便番号285-0842。

## 地理
北から東は下志津、南は四街道市大日、西は上志津原に隣接している。
飛び地があり、四街道市大日、千葉市花見川区宇那谷町、上志津原に隣接している。

## 世帯数と人口
2017年（平成29年）10月31日現在の世帯数と人口は以下の通りである。
| 大字     | 世帯数 | 人口  |
| -------- | ------ | ----- |
| 下志津原 | 95世帯 | 226人 |

## 小・中学校の学区
市立小・中学校に通う場合、学区は以下の通りとなる。
| 地域 | 小学校               | 中学校               |
| ---- | -------------------- | -------------------- |
| 全域 | 佐倉市立南志津小学校 | 佐倉市立上志津中学校 |

## 施設
- 佐倉市立南志津小学校
- みくに保育園
- 志津テニスクラブ